# Diglyphus isaea
Diglyphus isaea is een vliesvleugelig insect uit de familie Eulophidae. De wetenschappelijke naam is voor het eerst geldig gepubliceerd in 1838 door Francis Walker.